# Païta
Païta ist eine französische Gemeinde in der Südprovinz in Neukaledonien.
Die Gemeinde liegt größtenteils auf der Hauptinsel Grande Terre, aber auch weitere kleine Inseln vor der Küste gehören dazu. Païta liegt in der Nachbarschaft zu Nouméa und gehört somit in Teilen zum Großraum Nouméa. Sie ist nach Dumbéa die drittgrößte Gemeinde Neukaledoniens. Die Orte in der Gemeinde Païta sind: Bangou, Col de la pirogue, Katiranoma, Kokoréta, Makou, Naniouni, N'dé, Onghoué, Païta (Hauptort), Plaine aux cailloux, Port Laguerre, Sanatorium, Saint-Laurent, Tamoa, Timbia, Tongouin und Tontouta.
Die höchste Erhebung ist der Mont Humboldt mit 1618 m.

## Verkehrsverbindungen
Auf dem Gebiet der Gemeinde Païta befindet sich der internationale Flughafen La Tontouta.
Die Straße von Païta nach Nouméa, das vom Ortskern knapp 30 km entfernt ist, ist als Autobahn ausgebaut, allerdings gebührenpflichtig. Zwischen Nouméa und Païta verkehren stündlich Busse.

## Geschichte
Païta wurde 1870 gegründet, nachdem sich bereits 1857 unter der Führung von James Paddon Kolonisten auf dem Gebiet des heutigen Ortes niedergelassen hatten. Von den ersten fünf Familien, die Paddon in Sydney für die Ansiedlung rekrutierte, stammten vier aus Deutschland: Anton Metzger, seine Frau Helene Büll und ihre Kinder, Karl Gärtner mit seiner Frau Kathrin Metzger, Heinrich Ohlen mit seiner Frau Maria Dohren und ihrem Sohn sowie ein Herr Humann mit seiner Frau Metzger.
Für die Entwicklung des Ortes waren die Gewinnung von Holzkohle sowie ein Hafen an der unweit gelegenen Bucht Port Laguerre von Bedeutung. Païta erhielt 1914 einen Bahnhof als Endpunkt der Bahnstrecke Nouméa–Païta, nachdem die 1904 von Nouméa nach Dumbéa fertiggestellte Eisenbahnstrecke von 1910 bis 1914 bis hierher verlängert worden war, diese « Petit Train » genannte Eisenbahnlinie wurde bis 1939 betrieben. 
2019 wurde der Bürgermeister Harold Martin und dessen damaliger Kabinettschef Willy Gatuhau, der aktuelle (2022) Bürgermeister, wegen des Kaufs von Wählerstimmen bei der Bürgermeisterwahl 2014 zu Gefängnisstrafen und Bußgeldern verurteilt. Sie hatten Geldumschläge an Wähler der polynesischen Gemeinschaft verteilt, damit sie für Martin stimmen. Da beide in Berufung gingen, konnte Gatuhau sein Amt weiterhin ausüben. Im November 2022 bestätigte ein Berufungsgericht das Urteil.

## Wirtschaft
Ein nicht unerheblicher Teil der erwerbstätigen Einwohner Païtas pendelt täglich zur Arbeit nach Nouméa. In der Umgebung des Ortes wird – für neukaledonische Verhältnisse – relativ intensiv Landwirtschaft betrieben, vor allem in Form von Obst- und Gemüseanbau für die Hauptstadt. Païta ist u. a. für seine Erdbeeren bekannt.

## Sehenswürdigkeiten und Besonderheiten
Im Ortskern ist die 1876 erbaute Kirche sehenswert, die sich am zentralen Hauptplatz erhebt. Neben der Kirche befindet sich ein Marienheiligtum, das an die Grotte von Lourdes erinnert. Beachtenswert ist auch das moderne Kulturzentrum (Centre Culturel) in der Hauptstraße, das u. a. für Ausstellungen und Aufführungen genutzt wird. Das Rathaus (Mairie) befindet sich im Nordwesten des Ortes. Unweit südlich von Païta erhebt sich das 1866 errichtete Mausoleum des am 13. Februar 1861 verstorbenen James Paddon.
Am nördlichen Ortsrand, etwa 2 km nördlich vom Ortskern entfernt, ist in dem Tal Val Suzon, wo sich ein 1904 erbauter Tunnel befindet, noch ein Teil der 1914 fertiggestellten Bahnanlagen mit der Lokomotive Marguerite zu sehen. Die Verladerampe und die Fundamente mehrerer Gebäude sind gut erhalten, die Gleise jedoch wurden abgetragen. Auch die Eisenbahntrasse ist nicht mehr als solche erkennbar. Weitere 2 km entfernt ist das 1960 gegründete Kloster Noviciat des Soeurs Maristes mit einer 1966 erbauten Kapelle und modernen Glasfenstern besuchenswert.
Südöstlich von Païta sind in der Nähe des Passes Katiramona (102 m. ü. d. M.) Felszeichnungen (Petroglyphen) an einem Bach hinter einem Aussichtspavillon beachtenswert. Zum Bach führt eine neu erbaute Betontreppe hinunter. Man erkennt auf verschiedenen Felsbrocken am Bach Spiral- und Blumenmuster, die möglicherweise aus der Zeit um 1400–1300 v. Chr. stammen.
Jedes Jahr findet im Oktober oder November die populäre Fête du Boeuf de Païta statt, ein landwirtschaftliches Cowboy-Fest im Texas-Stil mit Rodeo-Vorführungen, Pferdespielen sowie Wettbewerben im Rinderzerlegen und Kalbshoden-Essen.

## Bevölkerung
| Bevölkerungsentwicklung in Païta | Bevölkerungsentwicklung in Païta | Bevölkerungsentwicklung in Païta | Bevölkerungsentwicklung in Païta | Bevölkerungsentwicklung in Païta | Bevölkerungsentwicklung in Païta | Bevölkerungsentwicklung in Païta | Bevölkerungsentwicklung in Païta | Bevölkerungsentwicklung in Païta | Bevölkerungsentwicklung in Païta | Bevölkerungsentwicklung in Païta | Bevölkerungsentwicklung in Païta | Bevölkerungsentwicklung in Païta |
| -------------------------------- | -------------------------------- | -------------------------------- | -------------------------------- | -------------------------------- | -------------------------------- | -------------------------------- | -------------------------------- | -------------------------------- | -------------------------------- | -------------------------------- | -------------------------------- | -------------------------------- |
| Einwohner                        | 1.397                            | 1.903                            | 2.522                            | 3.407                            | 4.834                            | 6.049                            | 7.862                            | 12.062                           | 16.358                           | 20.616                           | 24.563                           | 27.609                           |
| Jahr                             | 1956                             | 1963                             | 1969                             | 1976                             | 1983                             | 1989                             | 1996                             | 2004                             | 2009                             | 2014                             | 2019                             | 2025                             |

| Ethnische Verteilung | Ethnische Verteilung | Ethnische Verteilung | Ethnische Verteilung | Ethnische Verteilung |
| -------------------- | -------------------- | -------------------- | -------------------- | -------------------- |
| Kanaken              | Europäer             | Polynesier           | Gemischt             | Andere               |
| 22,3 %               | 19,7 %               | 19,7 %               | 15,7 %               | 22,4                 |

## Söhne und Töchter der Stadt
- Judicaël Ixoée (* 1990), Fußballspieler

## Galerie

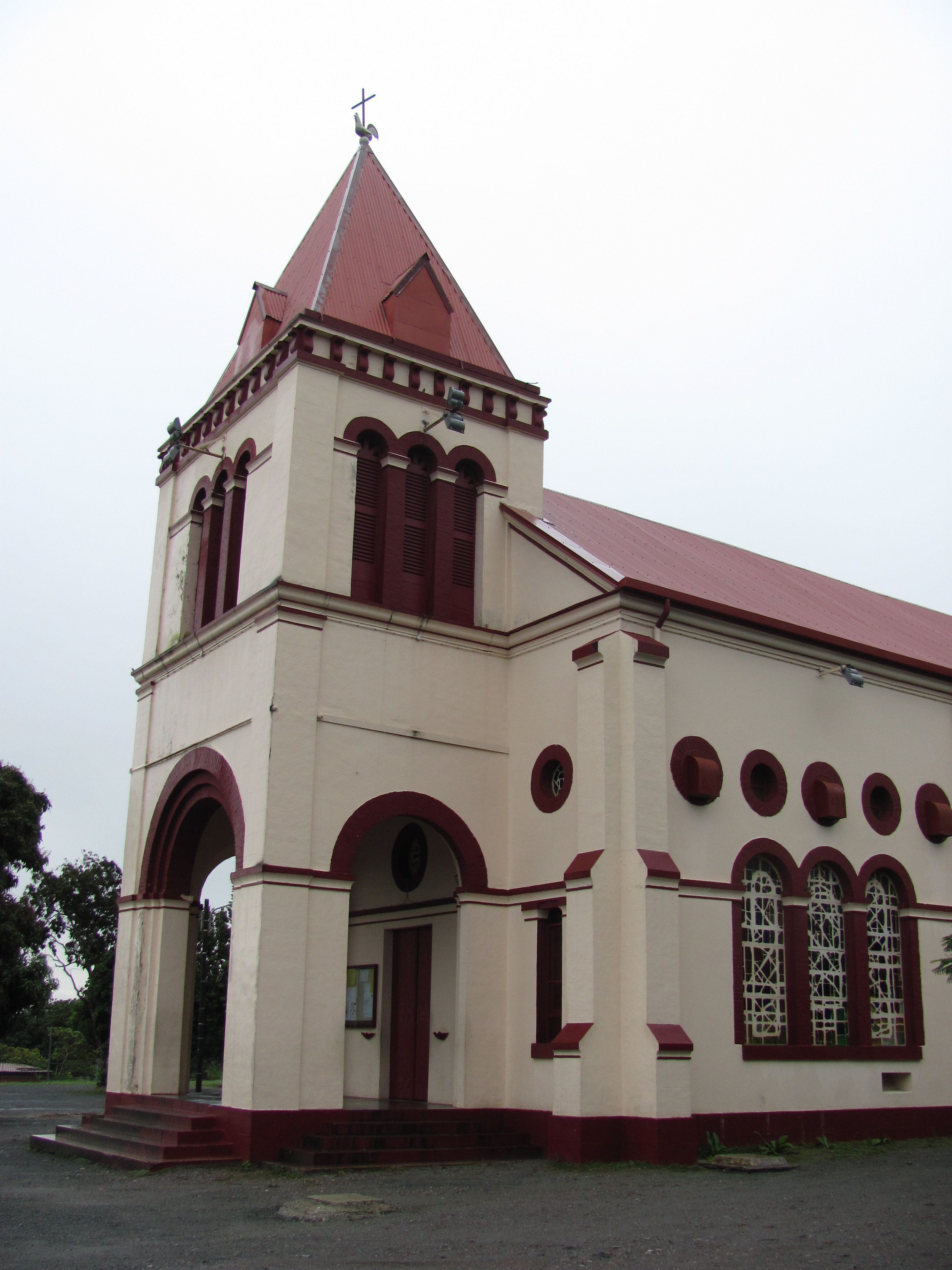
Kirche
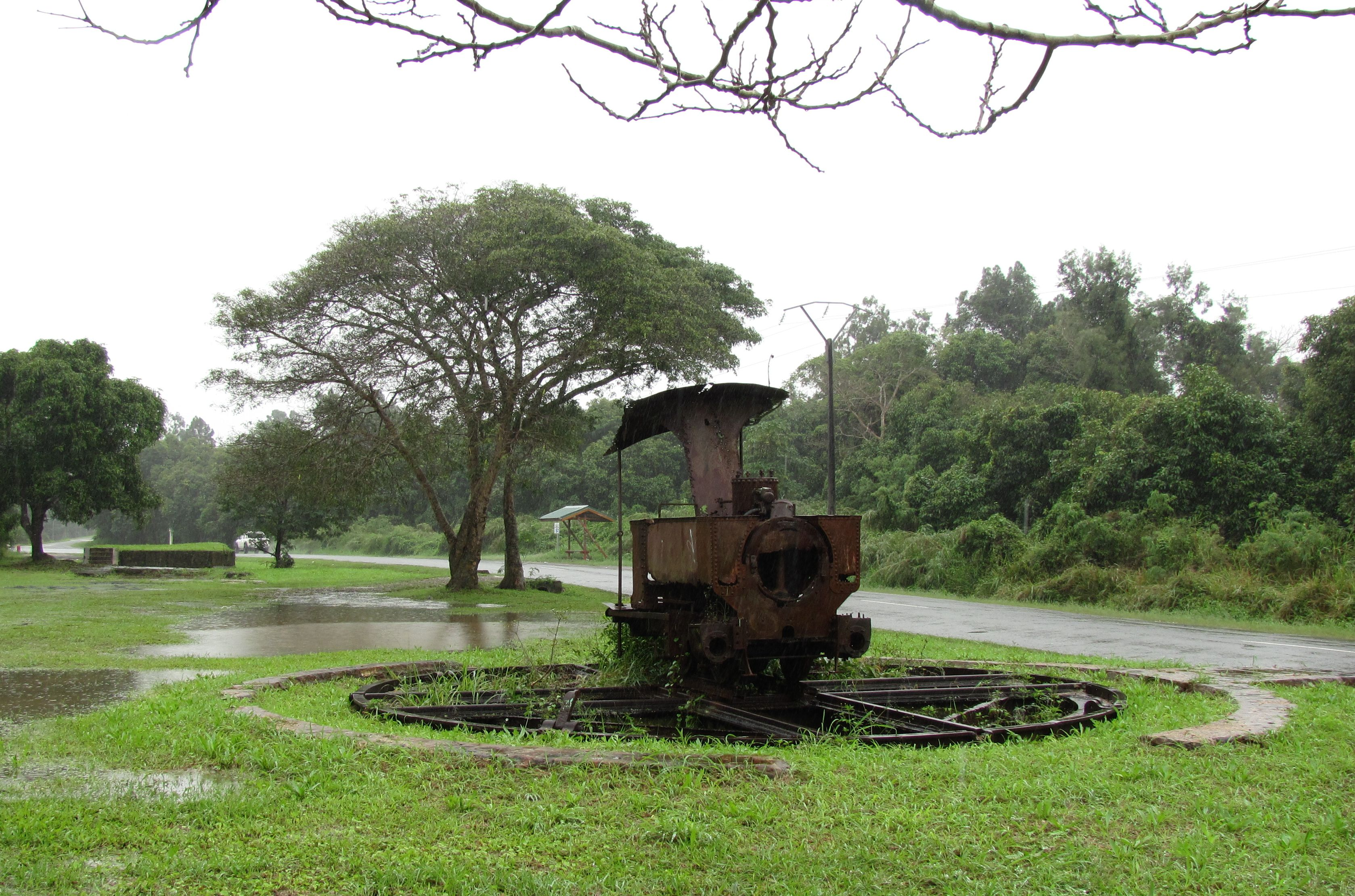
Ehem. Lokomotive am Bahnhof
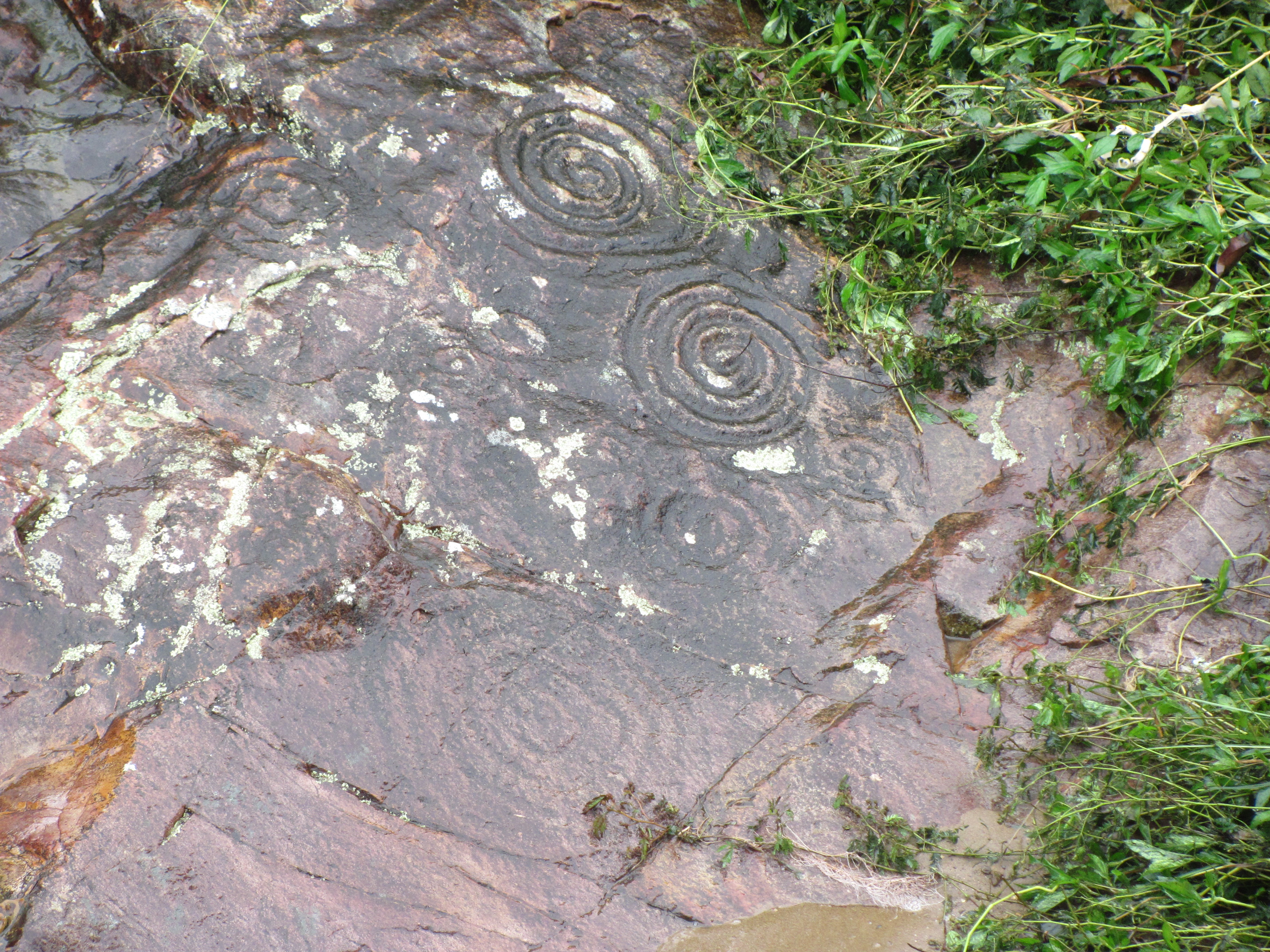
Felszeichnungen bei Paita
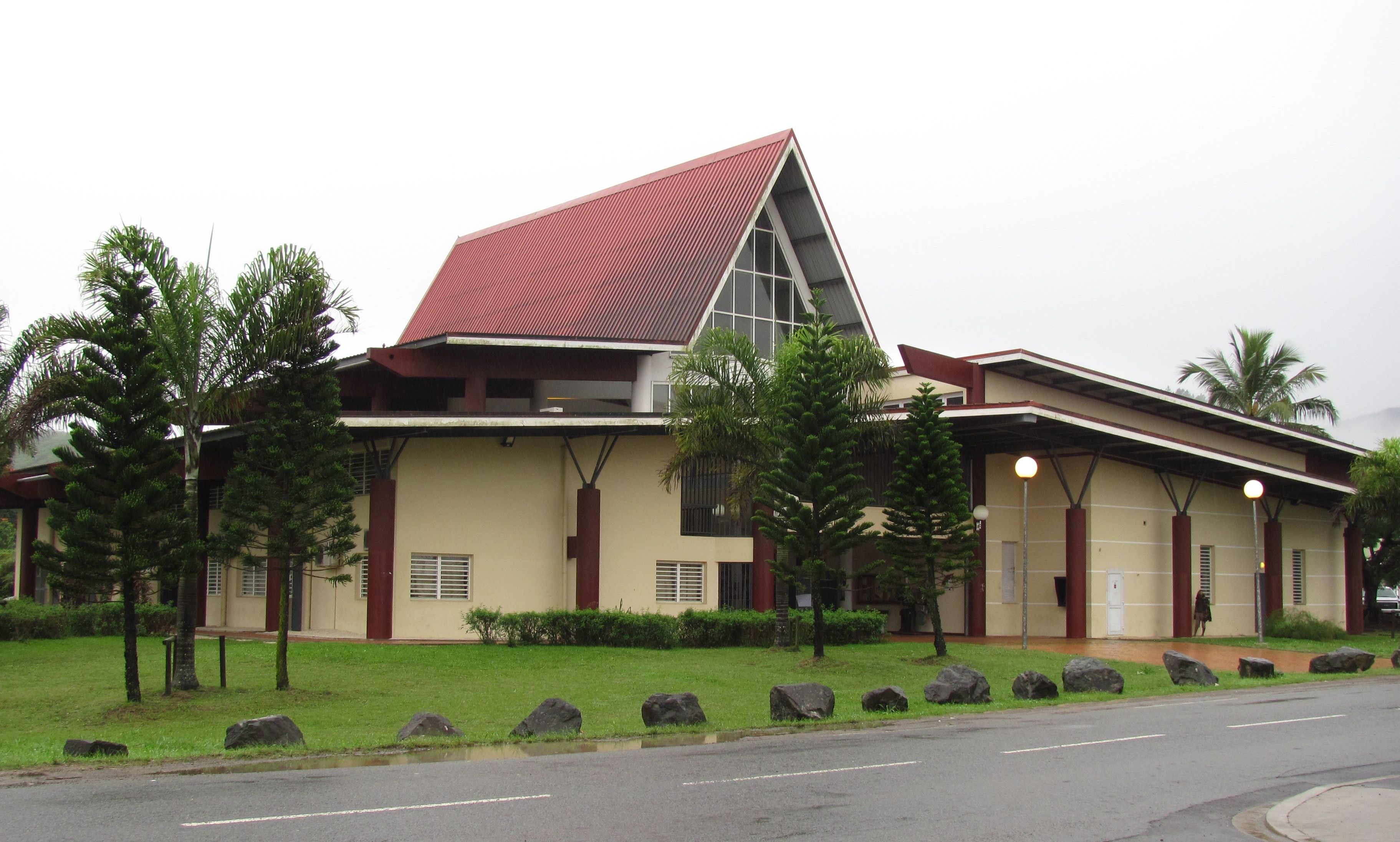
Kulturzentrum
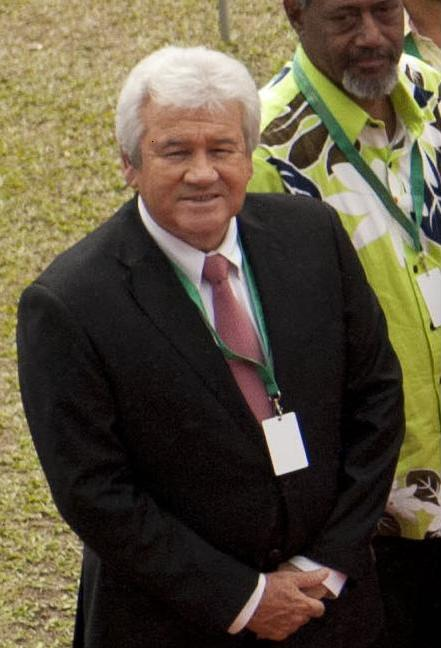
Harold Martin (2012), Bürgermeister von Païta 1995–2019